# Tyler Hoechlin
Tyler Lee Hoechlin (n. 11 septembrie 1987, Corona, California, SUA) este un actor american. A devenit prima dată notabil pentru rolul lui Michael Sullivan Jr. în filmul din 2002 Drumul spre pierzanie. Hoechlin a mai interpretat rolul lui Martin Brewer în Al 7-lea cer între 2003 și 2007. În televiziune, este cunoscut și pentru rolul lui Derek Hale în Un vârcolac adolescent și ca Superman în serialele The CW Supergirl (2016-2019) și Superman & Lois (2021-prezent).

## Filmografie

### Film
| An   | Titlu                          | Rol                                   | Note                                           | Ref.   |
| ---- | ------------------------------ | ------------------------------------- | ---------------------------------------------- | ------ |
| 1998 | Disney Sing-Along Songs        | Zach                                  | Segment: Happy Haunting – Party at Disneyland! |        |
| 1999 | Family Tree                    | Jeff Jo                               |                                                | [ 2 ]  |
| 2001 | Train Quest                    | Billy                                 |                                                | [ 3 ]  |
| 2002 | Road to Perdition              | Michael Sullivan Jr.                  |                                                |        |
| 2008 | Solstice                       | Nick                                  |                                                |        |
| 2011 | Hall Pass                      | Gerry                                 |                                                |        |
| 2011 | Open Gate                      | Kaleb                                 |                                                | [ 4 ]  |
| 2012 | Melvin Smarty                  | Ricky Hershey                         |                                                | [ 5 ]  |
| 2016 | Everybody Wants Some!!         | Glen McReynolds                       |                                                |        |
| 2016 | Undrafted                      | Jonathan "Dells" Dellamonica          |                                                |        |
| 2017 | Stratton                       | Marty                                 |                                                |        |
| 2018 | Bigger                         | Joe Weider                            |                                                |        |
| 2018 | The Domestics                  | Mark West                             |                                                | [ 6 ]  |
| 2018 | Cincizeci de umbre descătușate | Boyce Fox                             |                                                | [ 7 ]  |
| 2018 | Then Came You                  | Frank Lewis                           |                                                |        |
| 2019 | Can You Keep a Secret?         | Jack Harper                           |                                                | [ 8 ]  |
| 2020 | Palm Springs                   | Abraham Eugene Trent "Abe" Schlieffen |                                                | [ 9 ]  |
| 2023 | Teen Wolf: The Movie           | Derek Hale                            | Și producător                                  | [ 10 ] |

### TV
| An              | Titlu                | Rol                                                | Note | Ref.   |
| --------------- | -------------------- | -------------------------------------------------- | --- | ------ |
| 2003–2007       | 7th Heaven           | Martin Brewer                                      | Rol principal (sezoanele 8–11)                                                                             |        |
| 2007            | CSI: Miami           | Shawn Hodges                                       | Episodul: "Sunblock"                                                                                       |        |
| 2007            | Grizzly Rage         | Wes Harding                                        | Film TV |        |
| 2009            | Castle               | Dylan Fulton                                       | Episodul: "Fool Me Once..."                                                                                |        |
| 2009            | Lincoln Heights      | Tad                                                | 2 episoade                                                                                                 | [ 11 ] |
| 2009            | My Boys              | Owen Scott                                         | Episodul: "Spring Training"                                                                                | [ 11 ] |
| 2011–2017       | Teen Wolf            | Derek Hale                                         | Rol principal (sezoanele 1–4); gazdă (sezonul 6)                                                           |        |
| 2013            | The Sticks           | Hot Cop Clark Russell                              | Film TV | [ 12 ] |
| 2016, 2018–2019 | Supergirl            | Kal-El / Clark Kent / Superman                     | Rol secundar                                                                                               | [ 13 ] |
| 2017            | Hollywood Game Night | Rolul său                                          | Episodul: "Super Smashed Game Night"                                                                       | [ 14 ] |
| 2018–2019       | The Flash            | Kal-El / Clark Kent / Superman                     | 2 episoade                                                                                                 | [ 13 ] |
| 2018, 2020      | Arrow                | Kal-El / Clark Kent / Superman                     | 2 episoade                                                                                                 | [ 13 ] |
| 2019            | Another Life         | Ian Yerxa                                          | Rol secundar                                                                                               | [ 15 ] |
| 2019            | Batwoman             | Kal-El / Clark Kent / Superman                     | Episodul: "Crisis on Infinite Earths: Part Two"                                                            | [ 16 ] |
| 2019            | Match Game           | Rolul său                                          | Episodul: "Kenan Thompson / Ellie Kemper / Tyler Hoechlin / Sherri Shepherd / Horatio Sanz / Jillian Bell" | [ 17 ] |
| 2020            | Legends of Tomorrow  | Kal-El / Clark Kent / Superman                     | Episodul: "Crisis on Infinite Earths: Part Five"                                                           |        |
| 2021–2024       | Superman & Lois      | Kal-El / Clark Kent / Superman, Bizarro / Doomsday | Rol principal                                                                                              |        |

### Jocuri video
| An   | Titlu                                  | Rol de voce | Ref.   |
| ---- | -------------------------------------- | ----------- | ------ |
| 2020 | Final Fantasy VII Remake               | Sephiroth   | [ 18 ] |
| 2022 | Crisis Core: Final Fantasy VII Reunion | Sephiroth   | [ 19 ] |